# Сесар Лайнес
Сесар Лайнес (ісп. César Láinez, нар. 10 квітня 1977, Сарагоса) — іспанський футболіст, що грав на позиції воротаря. По завершенні ігрової кар'єри — тренер.
Окрім невеликого періоду виступів за «Вільярреал», усю кар'єру провів за клуб «Реал Сарагоса», з якою став дворазовим володарем Кубка Іспанії та переможцем Суперкубка Іспанії.

## Клубна кар'єра
Народився 10 квітня 1977 року в місті Сарагоса. Вихованець футбольної школи клубу «Реал Сарагоса». З 1994 до 1998 року виступав за резервну команду клубу, після чого у січні 1999 року був відданий в оренду у «Вільярреал». 7 лютого 1999 року він дебютував у Прімері в матчі проти «Сельти», в якому пропустив чотири голи. У команді був дублером Андреса Палопа, тому зіграв за клуб три матчі в чемпіонаті, що завершився для клубу вильотом із Прімери.
Повернувшись до «Реала Сарагоси», Лайнес став запасним воротарем, зрідка виходячи на поле. Лише в сезоні 2001/02 років Лайнес став основним воротарем, але його команда вилетіла. Там не менш Сесар залишився у команді зіграв важливу роль у поверненні команди до еліти, а згодом допоміг завоювати Кубок Іспанії після перемоги над «Реалом» у додатковий час.
2004 року отримав травму коліна, через яку пропустив увесь сезон 2004/05 і завершив кар'єру гравця в травні 2005 року у віці лише 28 років. Загалом за кар'єру провів 69 матчів у Прімері, 37 матчів у Сегунді та 77 матчів у Сегунді Б. По завершенні ігрової кар'єри став спортивним коментатором місцевих телеканалів.

## Виступи за збірні
У складі збірної Іспанії U-20 брав участь у молодіжному чемпіонаті світу 1997 року у Малайзії, де зіграв 4 матчі, а Іспанія дійшла до чвертьфіналу турніру, поступившись Ірландії.
Протягом 1998—2000 років залучався до складу молодіжної збірної Іспанії, з якою став бронзовим призером молодіжного чемпіонату Європи 2000 року у Словаччині.

## Кар'єра тренера
2009 року він почав тренерську кар'єру, приєднавшись до штабу «Уески» на посаду тренеру воротарів.
Лайнес повернувся до свого рідного клубу «Реал Сарагоса» 9 жовтня 2014 року, ставши тренером резервної команди. 19 березня 2017 року він змінив Рауля Агне на чолі першої команди, яка боролась за виживання у Сегунді. 9 червня 2017 року, зумівши уникнути вильоту з основною командою, Лайнес повернувся до роботи з дублерами, підписавши новий трирічний контракт.
Згодом тренував «Конкенсе» з Сегунди Б та «Теруель» з Терсери.

## Титули і досягнення
- Володар Кубка Іспанії (2):

«Реал Сарагоса»: 2000/01, 2003/04
- Володар Суперкубка Іспанії з футболу (1):

«Реал Сарагоса»: 2004